# Editora Coragem
A Editora Coragem é uma editora brasileira de Porto Alegre, responsável pela publicação de diversos livros de ficção e não-ficção no país, especialmente com foco na América Latina. 
1. ↑  «Editora Coragem». Editora Coragem. Consultado em 27 de maio de 2025
2. ↑  RS, Literatura (28 de outubro de 2024). «Marília Kosby, Luís Augusto Fischer, Fabián Restivo e muito mais». Literatura RS. Consultado em 27 de maio de 2025
3. ↑  RS, Literatura (25 de outubro de 2023). «Imperialismo e autoritarismo na América Latina». Literatura RS. Consultado em 27 de maio de 2025